# Rundfunksendestelle Zehlendorf
Die Rundfunksendestelle Zehlendorf (kurz auch Sender Zehlendorf) war eine Hörfunkeinrichtung in Zehlendorf, einem Ortsteil von Oranienburg, der sich in knapp 35 km Luftlinien-Entfernung nördlich von Berlin befand. Die Anlage wurde in Vorbereitung der Olympischen Sommerspiele 1936 in Deutschland errichtet und zunächst als Rundfunksendestelle Rehmate bezeichnet. In den späten 1990er Jahren wurden die verschiedenen Sender schrittweise außer Betrieb genommen. Die erhaltenen Reste des Baukomplexes, der Sendeeinrichtungen samt der Zufahrtsstraße wurden danach zum Baudenkmal erklärt.
Die im Dezember 2014 stillgelegte Einrichtung für den Langwellenrundfunk gehörte zu den leistungsstärksten ihrer Art in Europa. Letzter Eigentümer der gesamten Anlage war die Media Broadcast GmbH. Der letzte verbliebene Sendemast wurde am 25. März 2017 um 14 Uhr gesprengt.

## Lage
Die Sendestelle ist unter der Adresse Liebenwalder Straße 5a über den (ebenfalls denkmalgeschützten) Zufahrtsweg erreichbar. Sie liegt auf einer leichten Anhöhe.

## Beschreibung
Die gesamte Sendestelle besteht (bestand) aus Verwaltungsgebäuden sowie den technischen Einrichtungen Sender und Sendemasten. Die Immobilie umfasst(e) ein Kultur- und Sozialgebäude, ein Maschinenhaus für den Dieselgenerator mit einer Trafostation, einen Kühlturm mit einem polygonalen Grundriss, eine Tiefbrunnenanlage mit Pumpenhaus sowie eine rund 360 m hohe Hauptantenne, eine Reusenantenne und eine Dreiecksflächenantennenanlage. Ebenfalls zum denkmalgeschützten Ensemble gehört ein Heizhaus mit hohem Schornstein und die gepflasterte Zufahrtsstraße. Die drei Verwaltungsgebäude sowie das Kultur- und Sozialgebäude bilden eine vierseitige Hofumbauung.
Die gesamte Fläche der Sendeanlage beträgt 120.000 m².
Hauptbaumaterialien für die Anlagen waren Ziegelsteine, Metall, Beton. Die Nutzgebäude sind nicht höher als drei Stockwerke. Ihre Architektur entspricht den damaligen klaren Formen, angelehnt an den Bauhaus-Stil: mit verputzten geraden Fassaden, aufwärts strebenden senkrechten Fensterbändern und flachen Dächern. Zwischen zwei Gebäuden befindet sich in Höhe der ersten Etage ein geschlossener Verbindungsgang. Alle Bauwerke stehen eng beieinander, auch der aus Beton gegossene Kühlturm befindet sich in der Nachbarschaft.
Die Bauten in den 1950er Jahren waren mit Pultdächern ausgestattet und entsprachen dem 1930er Jahre-Baustil wie am Bogensee.
An der Fassade des Kulturhauses befinden sich Darstellungen von kulturellen und Freizeitaktivitäten in Form von Putzbildern. Beispielsweise ist eine junge Frau bei der Getreide-Ernte vor der Antenne dargestellt, darüber fliegt eine Friedenstaube.
Im Inneren ist einige Technik erhalten wie Messinstrumente, Schalter und Relais, Spezialkabel, Senderöhren und -spulen. In den Sendebauten befinden sich auch Einrichtungen der Firma Telefunken, die erst nach 1990 eingesetzt wurden.

## Geschichte

### 1935 bis Kriegsende 1945
Zehlendorf ist seit 1936 Standort von Sendeeinrichtungen. Damals wurde anlässlich der Olympischen Sommerspiele 1936 in Zehlendorf eine Kurzwellensendeanlage für den festen Funkdienst errichtet. Diese Anlage, die bis zum Ende des Zweiten Weltkriegs als Funksendestelle Rehmate bezeichnet wurde, verfügte über 26 verschiedene Antennen für neun Sender.

### 1945 bis 1990

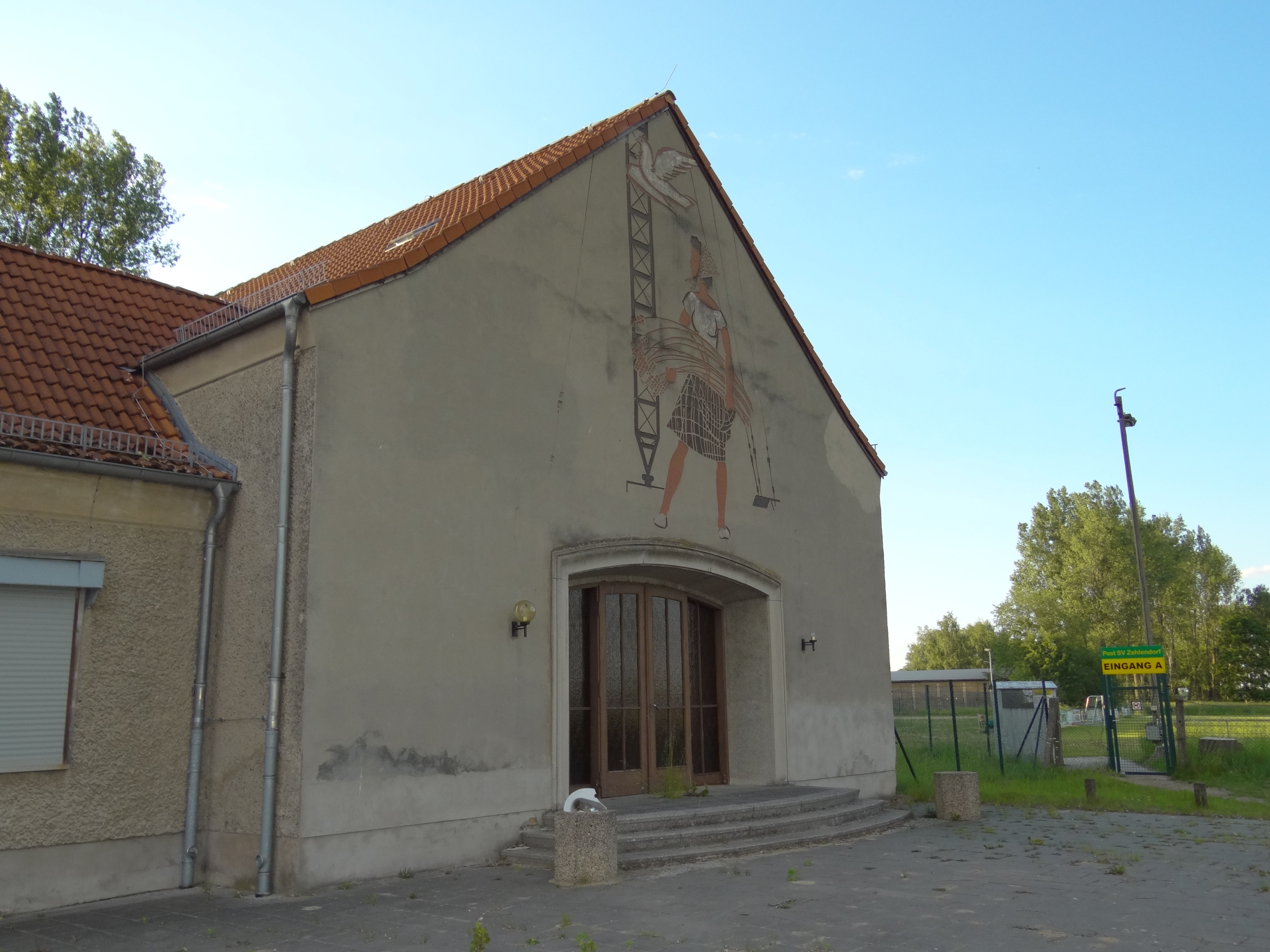
Sender Zehlendorf, Portal mit einem Motiv des Sozialistischen Realismus (Foto Ende Mai 2012)

1945 wurde die Funksendestelle Rehmate von der sowjetischen Besatzungsmacht als Reparationszahlung – bis auf drei Antennenträger aus Holz – demontiert. Zwei der nicht demontierten Antennenträger lieferten das Baumaterial für den 100 Meter hohen Sendeturm des Senders Golm in Golm, der 1948 errichtet und 1979 abgerissen wurde.
Die DDR-Regierung beschloss im Jahre 1952, am Standort der einstigen Funksendestelle Rehmate den zentralen Langwellensender der DDR zu errichten. Die Inbetriebnahme des Senders mit einer Leistung von 500 kW auf einer Frequenz von 185 kHz erfolgte 1955. Zwischen 1956 und 1958 wurde eine Dreieckflächenantenne an drei 150 Meter hohen, gegen Erde isolierten und abgespannten Stahlfachwerkmasten installiert.
Eine zweite Sendeantenne, welche die eigentliche Betriebsantenne werden sollte, wurde von 1960 bis 1962 errichtet. Sie bestand aus einem 351 Meter hohen, abgespannten, geerdeten Stahlfachwerkmast, an dem eine kegelförmige Reusenantenne befestigt war. Der fast 351 Meter hohe Tragmast war von 1962 bis 1964 das höchste Bauwerk in Europa.
Mit dieser Antenne war ein Betrieb mit der angestrebten Sendeleistung von 750 Kilowatt (kW) im Langwellenbereich auf einer Frequenz möglich, die im Laufe der Zeit schrittweise zur Verringerung von Interferenzstörungen von 185 kHz auf 177 kHz reduziert wurde. Der Sender bekam den Namen Deutschlandsender.
Mindestens im Jahr 1959 wurde noch auf 185 kHz und ab dem 15. Dezember 1980 auf 179 kHz gesendet. Die maximale Sendeleistung, die über die Dreieckflächenantenne möglich ist, beträgt 500 Kilowatt.
Zusätzlich bauten Spezialisten einen neuen Mittelwellenmast auf, Sendefrequenz 639 kHz.
Am 18. Mai 1978 kollabierte der Hauptsendemast, nachdem ein sowjetisches Flugzeug vom Typ MiG-21 mit den Abspannvorrichtungen kollidiert war. Als die Ursache des Einsturzes feststand, versprach die Sowjetunion, einen neuen Mast zu liefern und diesen wieder aufzubauen. Um den Fortschritt der Bauarbeiten nicht durch die strengeren DDR-Sicherheitsvorschriften aufzuhalten, wurde für die Dauer der Bauarbeiten das Areal im Radius von 300 Metern um den Mast zur sowjetischen Exklave erklärt.

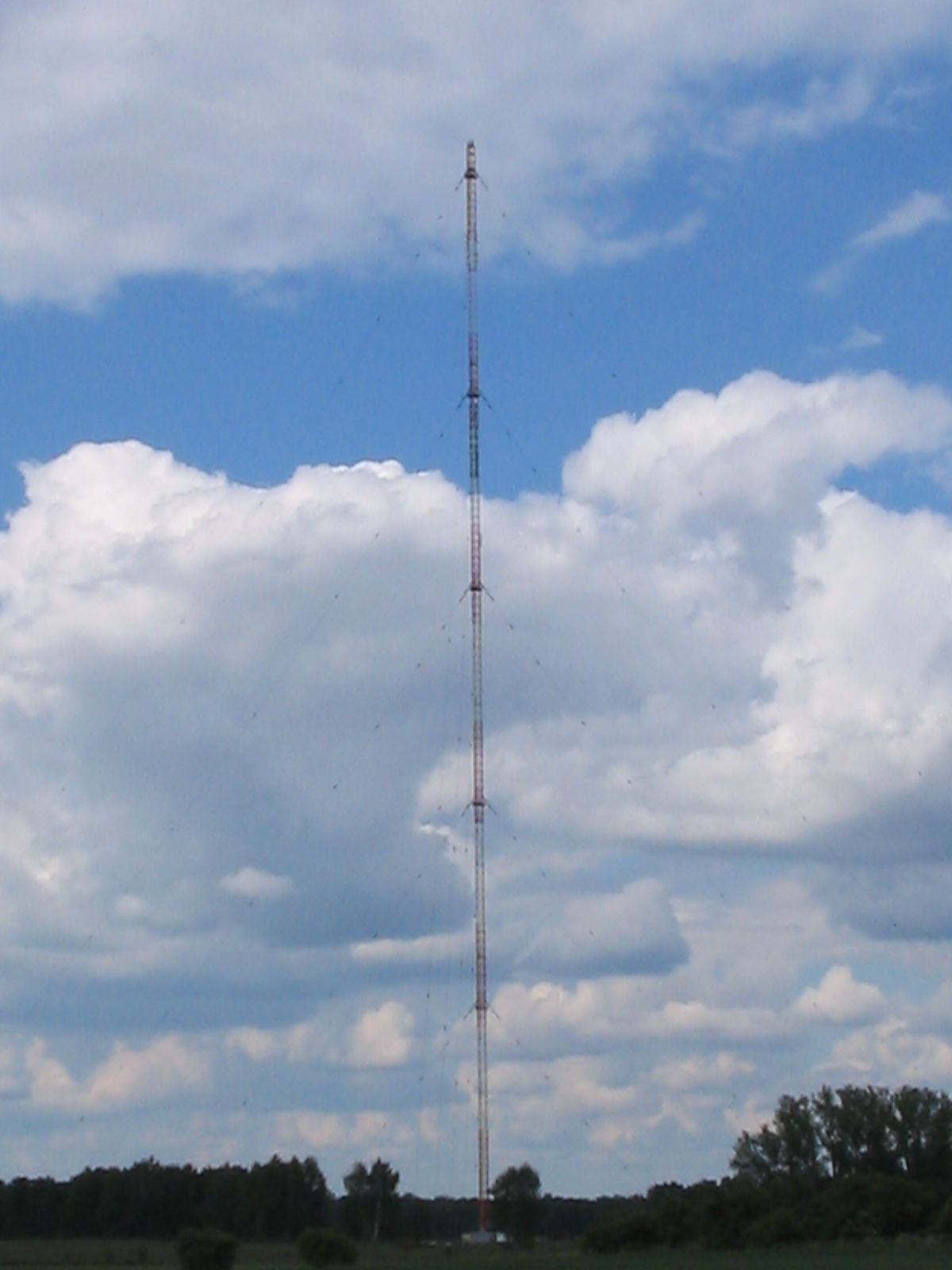
LW-Antenne Zehlendorf

Im August 1979 war der neue Mast mit einer Höhe von 359,7 Metern fertiggestellt und wurde am 7. Oktober 1979, dem 30. Jahrestag der Gründung der DDR, wieder in Betrieb genommen. Für die gemeinsame Wiedererrichtung der Antenne wurde eine Gedenktafel aufgestellt.
Zu besten Zeiten arbeiteten in dieser Rundfunksendestelle der Deutschen Post bis 400 Personen.

### 1990 bis 2017: Nach der deutschen Wiedervereinigung

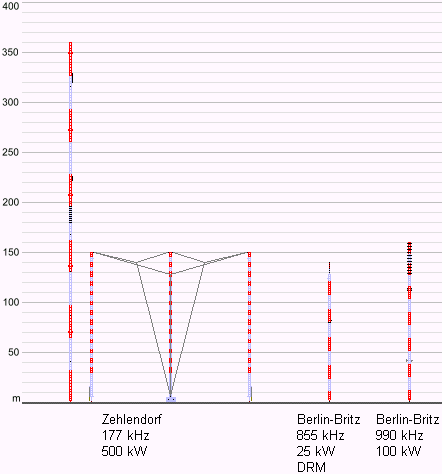
Höhendiagramm der Sendemasten des Langwellensenders von Deutschlandradio Kultur im Vergleich zu denen der Mittelwellensender in Berlin

Am 13. Februar 1990 wurde aus dem Sender Stimme der DDR wieder der Deutschlandsender. Die Immobilie gelangte in das Eigentum der Deutschen Bundespost, später der Telekom. Vom 16. Juni 1990 bis zum 31. Dezember 1993 hieß der Sender nun Deutschlandsender Kultur und sendete rund um die Uhr. Zuerst sollte die Sendeanlage allerdings stillgelegt werden, denn es wurde die Reusenantenne am 359,7 Meter hohen Hauptmast demontiert und die Sendeleistung des Langwellensenders zeitweise auf 100 Kilowatt reduziert.
In der zweiten Hälfte der 1990er Jahre setzte ein Umdenken ein. Der Langwellensender wurde modernisiert und der Hauptantennenmast erhielt eine neue Reusenantenne. Im Jahre 1999 wurde ein volltransistorisierter Langwellensender der Firma Transradio Sendersysteme Berlin mit 500 kW Sendeleistung in Betrieb genommen.
Im Jahr 2000 wurde ein 129 Meter hoher, abgespannter, geerdeter Stahlfachwerkmast mit einer Reusenantenne für Mittelwelle errichtet. Er übernahm die Funktion des einstigen Senders Berlin-Köpenick und diente neben der Verbreitung des Programms von Megaradio (ab 1991) auch zur Ausstrahlung von Programmen der Stimme Russlands, teilweise im Simulcast-Modus (1996 bis 2013).
Der Langwellensender wurde am 29. August 2005 als erster deutscher Großsender auf DRM-Betrieb umgestellt. Er sendete zeitweise nachts drei Stunden täglich im DRM-Modus, die restliche Zeit in der analogen Amplituden-Modulation.
Vom Hauptantennenmast wurden auch fünf UKW-Programme ausgestrahlt.
Am 19. und 20. März 2007 wurden die drei 150 m hohen Stahlfachwerkmasten der Dreieckflächenantenne, die bereits seit 2003 nicht mehr im Betrieb war, abgerissen. Die Mastfüße wurden wieder aufgestellt und befestigt.
Der Langwellensender strahlte das 24-Stunden-Programm von Deutschlandradio Kultur auf der Frequenz 177 kHz mit einer Sendeleistung von 500 kW aus. Täglich viermal wurde ein Seewetterbericht in das laufende Programm eingeblendet (um 1.05, 6.40, 11.05 und 21.05 Uhr Ortszeit; zu der letztgenannten Uhrzeit jedoch nur während der Sommerzeit).
Nach einer Forderung der KEF, die Verbreitung öffentlich-rechtlicher Programme über Langwelle wegen abnehmender Nutzung des Mittel- und Langwellenrundfunks zum frühestmöglichen Zeitpunkt einzustellen, erfolgte Ende 2014 (wie schon im Dezember 2013 die Einstellung für Mittelwelle) die Beendigung sämtlicher Langwellenausstrahlungen von Deutschlandradio Kultur und Deutschlandfunk.
Am 31. Dezember 2014 wurde hier der letzte Langwellensender auf deutschem Gebiet endgültig abgeschaltet.
Im November 2015 wurde der 129 m hohe Mittelwellenmast, der seit dem Beginn des Jahres 2014 außer Betrieb war, abgerissen.
Trotz bestehendem Denkmalschutz erfolgte am 25. März 2017 die Sprengung des letzten und größten Turms. Damit wurde die Ära der Sendetürme in Zehlendorf beendet. Um 14 Uhr Ortszeit erfolgte die Zündung der Sprengsätze für den Hauptturm der Sendeanlage. Er wurde gesprengt, da der Eigentümer keine Verwendung mehr für die Sendeanlage hatte. Laut einer offiziellen Stellungnahme des Brandenburgischen Landtags hatte die Untere Denkmalschutzbehörde am 1. März 2016 die Zustimmung zur Sprengung des großen Sendemastes gegeben, weil „der Erhalt angesichts fehlender Einnahmen sowie des zukünftigen enormen Erhaltungsaufwandes, aber auch wegen fehlender Veräußerungsmöglichkeiten unzumutbar ist. Lediglich der Mastfuß einschließlich der Seilwinden und der Abspannpunkte sollen (nach Sanierung) erhalten bleiben, um die Dimensionen des ehemaligen Mastes im Gelände nachvollziehbar (werden) zu lassen.“
Die in den Jahren 2016 bis 2018 beobachteten Bauarbeiten wie Erneuerung der Fundamente und Schäfte der Antennenmasten sowie Überarbeitung der Dreieckflächenantennen entsprechen somit den vorherigen Festlegungen.

## Perspektive: Entwicklung zum Green Solution Campus
Die erhaltenen fünf Gebäude wurden jahrelang nicht genutzt und müssen dringend saniert werden (Stand 2021, beim 2. Funkamtsfest zu sehen). Ab 2020 fanden sich zwei Investoren (Solwo Group aus Berlin und DLE), die das Funkamtsgelände erworben haben. Sie wollen gemeinsam mit dem Zehlendorfer Ortsbeirat das Areal wieder beleben und einer neuen Nutzung zuführen. Ein Green Solution Campus, eine kreative Begegnungsstätte zum Wohnen, Arbeiten und Entdecken ist geplant. Kleine landwirtschaftliche Betriebe, Forschungslabore zu Heil- und Nutzpflanzen ebenso moderne Therapie-Werkstätten für gemeinnützige Institutionen sollen angesiedelt werden. Im Nordbereich des ehemaligen Rundfunkgeländes ist das Energieprojekt X-Wind vorgesehen, das letztendlich auch zur Elektroenergieversorgung des Geländes und dem Ortsteil mit Öko-Strom beitragen könnte. Die Elektroenergie soll über in 500 m Höhe schwebende große Gleitschirme, die mittels Stahlseilen mit kleinen Elektrolokomotiven verbunden sind und die im Kreis herumfahren, und der in den Loks eingebauten Generatoren kostengünstig und effektiv erzeugt werden.
Der Investor will außerdem den Kultursaal restaurieren und den Einwohnern und weiteren Interessenten nutzbar machen. Ein für 2021 angedachter Baustart fand bisher (Mitte Oktober) nicht statt.

## Frequenzen und Programme – inaktiv und stillgelegt

### Analoger Hörfunk (UKW)
Der Sender Zehlendorf strahlte UKW-Programme aus. Die UKW-Antennen waren am 359,7 Meter hohen Langwellensendemasten angebracht.
| Frequenz (MHz) | Programm            | RDS PS            | RDS PI | Regionalisierung | ERP (kW) | Antennendiagramm rund (ND)/gerichtet (D) | Polarisation horizontal (H)/vertikal (V) |
| -------------- | ------------------- | ----------------- | ------ | ---------------- | -------- | ---------------------------------------- | ---------------------------------------- |
| 90,8           | Antenne Brandenburg | Antenne_/vom_rbb_ | D631   | Frankfurt/Oder   | 1,3      | D (90–140°)                              | H                                        |
| 91,8           | Power Radio         | _POWER__          | 1337   | –                | 1,3      | D (70–130°)                              | H                                        |
| 95,4           | BB Radio            | BB_RADIO          | D338   | Nord-Ost         | 1,3      | D (60–90°)                               | H                                        |
| 104,9          | Radio B2            | radio_B2          | 1735   | –                | 1,3      | D (50–90°)                               | H                                        |
| 107,9          | BB Radio            | BB_RADIO          | D338   | Potsdam/Berlin   | 5        | D (330–20°)                              | H                                        |

### Analoger Hörfunk (LW und MW)
Die Langwelle wurde vom 359,7 Meter hohen Sendemasten ausgestrahlt; das Mittelwellenprogramm wurde vom 129 Meter hohen Sendemasten ausgestrahlt.
| Frequenz (kHz) | Programm                                        | ERP (kW) | Sendediagramm rund (ND)/ gerichtet (D) | Regionalisierung | Bemerkungen |
| -------------- | ----------------------------------------------- | -------- | -------------------------------------- | ---------------- | --- |
| 177            | Deutschlandradio Kultur/ Dokumente und Debatten | 500      | ND                                     | –                | Einstellung des Sendebetriebs am 31. Dezember 2014 Im Vergleich zur Übertragung auf anderen Verbreitungswegen (UKW, DAB) war die Verzögerung des Sendesignals von Deutschlandradio Kultur über den Sender Zehlendorf bei einem in Berlin im November 2013 durchgeführten Test am geringsten.                                                       |
| 693            | Stimme Russlands                                | 60       | ND                                     |                  | Bis 2007 erfolgte der Sendebetrieb für das Programm Stimme Russlands auf 603 kHz mit 50 kW und nach der Umstellung auf 693 kHz mit dem 250-kW-Sender TRAM 200S von TRANSRADIO SenderSysteme Berlin. – Am 31. Dezember 2013 endete der Sendebetrieb von Stimme Russlands, und damit endete auch die Nutzung des Mittelwellensenders von Zehlendorf. |